# Đại học York (Canada)
Đại học York (tiếng Pháp: Université York) là một trường đại học công ở Toronto, Ontario, Canada. Đại học York là trường đại lọc lớn thứ ba của Canada.
Đại học York có khoảng 54.000 sinh viên, 7.000 nhân viên, và 260.000 cựu sinh viên trên toàn cầu. Trường có 11 khoa và 28 trung tâm nghiên cứu.